# Katastrofa lotu Metrojet 9268
Katastrofa lotu Metrojet 9268 – wypadek samolotu średniego zasięgu typu Airbus A321 rosyjskich linii lotniczych Metrojet (dawniej Kogałymawia), lecącego z Szarm el-Szejk do Petersburga, który 31 października 2015 o godzinie 4:13 UTC (6:13 czasu egipskiego) rozbił się o ziemię na półwyspie Synaj w Egipcie, 23 minuty po starcie. W wypadku zginęły wszystkie 224 osoby znajdujące się na pokładzie. Istnieją przypuszczenia, że przyczyną katastrofy był zamach terrorystyczny dokonany przez osoby powiązane z  tzw. Państwem Islamskim. Największa katastrofa lotnicza pod względem liczby ofiar w historii Egiptu.

## Przebieg

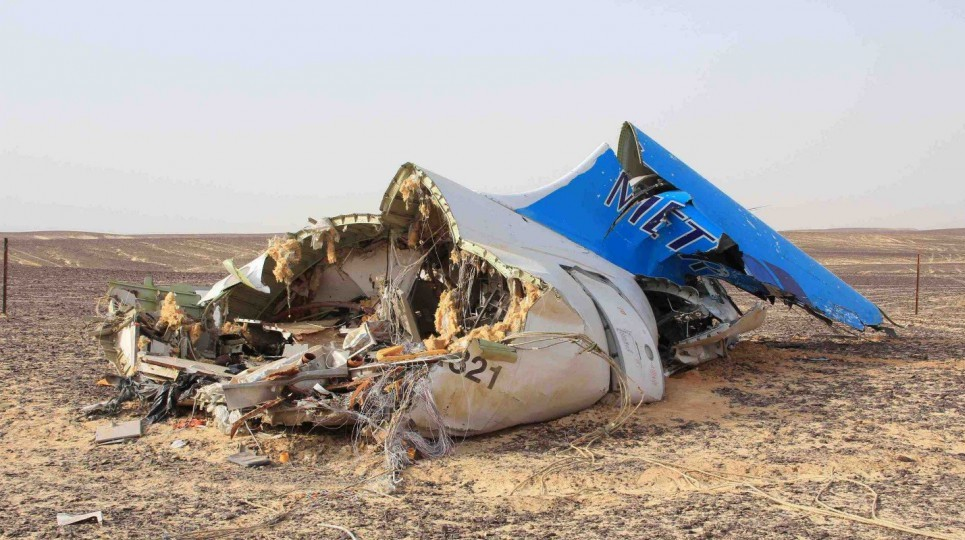
Szczątki samolotu.

Samolot Airbus A321 wystartował z portu lotniczego Szarm el-Szejk około 3:50 UTC (5:50 czasu egipskiego), udając się do lotniska Pułkowo w Sankt Petersburgu (Rosja). Po starcie planowo skierował się na północ, przelatując nad półwyspem Synaj i wznosząc się na wysokość przelotową ponad 9000 m. Podczas końcowej fazy wznoszenia na poziomie lotu FL307 o godzinie 6:13 lokalnego czasu, samolot zniknął z radarów; próbowano nawiązać kontakt z pilotem przez kontrolerów z Cypru. Część egipskich mediów, powołując się na koła rządowe, poinformowała, że piloci przed zniknięciem samolotu z radaru poinformowali ziemię o problemach technicznych z silnikiem. Federalna Agencja Transportu Lotniczego w Rosji potwierdziła zniknięcie samolotu, początkowo jednak mając wątpliwości, czy maszyna uległa wypadkowi.
Egipskie Cywilne Ministerstwo Lotnictwa wydało oświadczenie, w którym wskazało, że lot odbywał się na wysokości 9400 m, gdy zniknął z radarów po około minucie znajdował się już na poziomie tylko 1500 m.
Maszyna rozbiła się na półwyspie Synaj – ok. 40 km od granicy z Izraelem, ok. 100 km na południe od miasta Al-Arisz położonego nad Morzem Śródziemnym oraz ok. 50 km na północny wschód od Nachl – i rozpadła na dwie części, z których jedna uderzyła w skałę, a druga, mniejsza, stanowiąca część ogonową samolotu, spłonęła.

Trasa lotu przed katastrofą

## Obywatelstwo pasażerów i załogi
W wypadku zginęły wszystkie 224 osoby znajdujące się na pokładzie – 200 dorosłych pasażerów, 17 dzieci i siedmioro członków załogi. Większość pasażerów stanowiły kobiety. Pasażerowie pochodzili głównie z północno-zachodniej części Rosji, Sankt Petersburga oraz z obwodów: leningradzkiego, nowogrodzkiego i pskowskiego.
Większość ciał znaleziono na swoich fotelach. Wstępne doniesienia wskazywały, że słyszalne były głosy uwięzionych pasażerów w rozbitym samolocie.
Pasażerami samolotu byli turyści powracający z wypoczynku w Szarm el-Szejk.
| Kraj     | Pasażerowie | Załoga | Razem |
| -------- | ----------- | ------ | ----- |
| Rosja    | 212         | 7      | 219   |
| Ukraina  | 4           | –      | 4     |
| Białoruś | 1           | –      | 1     |
| Razem    | 217         | 7      | 224   |

## Następstwa
Wkrótce po zniknięciu samolotu Eurocontrol wydał zawiadomienie do wszystkich operatorów na trasie, że z powodów technicznych wszystkie loty zostaną przekierowane taktycznie. Komunikat ten jednak wkrótce później został wycofany.
Władze egipskie potwierdziły miejsce odnalezienia fragmentów wraku. Pięćdziesiąt ambulansów zostało wysłanych na miejsce katastrofy, 300 km od Szarm el-Szejk.
Dokonanie zamachu na samolot przypisali sobie dżihadyści z Egiptu popierający Państwo Islamskie. Niektóre linie lotnicze, m.in.: Lufthansa, Air France czy Emirates wstrzymały przeloty nad Synajem.
17 listopada 2015 roku Federalna Służba Bezpieczeństwa Federacji Rosyjskiej oficjalnie poinformowała, że według jej ustaleń maszyna została zniszczona przez niewielki ładunek wybuchowy umieszczony na pokładzie, prawdopodobnie wniesiony przez personel sprzątający na lotnisku Szarm el-Szejk. Za zamach według przedstawicieli Federalnej Służby Bezpieczeństwa odpowiedzialne było Państwo Islamskie.

## Reakcje międzynarodowe

### Rosja
1 listopada 2015 rząd Rosji uziemił wszystkie maszyny A321 obsługiwane przez Metrojet. Podano do wiadomości publicznej, że wszystkie loty tego typu samolotów zostaną powstrzymane do czasu wyjaśnienia katastrofy.
1 listopada 2015 prezydent Rosji, Władimir Putin ogłosił w kraju żałobę narodową.
4 listopada 2015 mieszkańcy umieścili kwiaty i zabawki dziecięce na Placu Pałacowym w Sankt Petersburgu oraz przy wejściu na Lotnisko Pułkowo. Napisy pojawiające się wśród przyniesionych przedmiotów głosiły Dla ofiar wypadku lotniczego A321.
17 listopada 2015 rząd rosyjski zaoferował 50 mln USD nagrody za wszelkie informacje o potencjalnych sprawcach wypadku.
Jako odwet, Rosja rozpoczęła zmasowane ataki na pozycje Państwa Islamskiego w Syrii. 17 listopada 2015 roku bombowce Tu-22M, Tu-95MS i Tu-160 dokonały ataków pociskami samosterującymi na cele w muhafazach Rakka, Dajr az-Zaur, Aleppo i Idlib. Według informacji rosyjskich, do 20 listopada wykonano 96 lotów samolotów Tu-22M3 (atakujących bombami), 10 lotów Tu-160 (wystrzelono 48 rakiet Ch-101 i 16 Ch-555) oraz 6 lotów Tu-95MS (wystrzelono 19 rakiet Ch-555). 17 listopada również prawdopodobnie wystrzelono cztery pociski Kalibr z okrętu podwodnego „Rostow-na-Donu” znajdującego się na Morzu Śródziemnym, aczkolwiek informacja ta nie została podana oficjalnie i nie jest pewna. 20 listopada 2015 roku również z trzech okrętów typu Bujan-M i fregaty „Dagiestan” wystrzelono z Morza Kaspijskiego 18 pocisków Kalibr.

### Egipt
Egipski premier Sharif Isma'il odwołał spotkania na wieść o katastrofie. Według Ministerstwa Turystyki już kilka godzin po katastrofie pojawił się wraz z innymi ministrami na miejscu katastrofy.
Jest to dotychczasowo największy wypadek lotniczy na terenie Egiptu.

### Irlandia
Irlandia zaproponowała pomoc w śledztwie, wysyłając 2 listopada 2015 zespół mający pomóc w dochodzeniu.

### Izrael
Izrael zaoferował pomoc Rosji i Egiptowi w śledztwie.

### Wielka Brytania
4 listopada 2015 brytyjski wywiad zaangażował się w dochodzenie. Rząd brytyjski wysłał dodatkowy personel konsularny i planistów wojskowych do Egiptu.
Egipski prezydent spotkał się z premierem Cameronem w Londynie. Podczas wspólnej konferencji prasowej prezydent oświadczył, że Egipt zgodzi się na współpracę i ulepszy środki bezpieczeństwa na lotnisku w Szarm ej-Szejk.
5 listopada 2015 rząd brytyjski wysłał załogę dyplomatyczną w celu pomocy w dotarciu do domu obywatelom Wielkiej Brytanii.

### Stany Zjednoczone
Prezydent USA, Barack Obama oświadczył, że rząd Stanów Zjednoczonych wziął incydent „na poważnie”, wiedząc, że istniała możliwość pojawienia się bomby na pokładzie samolotu.

### Airbus
Airbus ogłosił, że przedstawi więcej informacji o wypadku, kiedy tylko będą dostępne. Wydał również oświadczenie, w którym to potwierdzili konfigurację silnika tego samolotu.

## Dokumentacja
Katastrofę lotu 9268 udokumentowano w 17 serii kanadyjskiego serialu „Katastrofa w przestworzach” pod tytułem „Tragedia nad Egiptem”.